# Victodrobia elongata
Victodrobia elongata é uma espécie de gastrópode  da família Hydrobiidae.
É endémica da Austrália.